# Javier Acuña
Carlos Javier Acuña Caballero (ur. 23 czerwca 1988 w Asunción) – piłkarz paragwajski występujący na pozycji napastnika, od 2018 roku gra w Albacete Balompié.
16 grudnia 2008 Real Madryt na oficjalnej stronie internetowej potwierdził, że Real Madryt i Cadiz CF osiągnęły porozumienie w sprawie transferu Paragwajczyka. Acuña podpisał kontrakt z "Królewskimi" do 2013 roku. 23 października 2009 dostał powołanie od Manuela Pellegriniego do pierwszego zespołu Realu Madryt, na wyjazdowy mecz ze Sportingiem Gijon.